# Más madera (álbum)
Más madera es el título del segundo álbum del grupo Leño publicado el 14 de julio de 1980 por el sello Chapa/Zafiro. La revista Efe Eme, en una selección elaborada por casi treinta críticos especializados, posicionó a Más madera como el 142.º mejor álbum del rock español.

## Temas
Todos los temas compuestos por: R. Mercado; R. Penas; A. Urbano
| Lado A |                             |          |  |
| N.º    | Título                      | Duración |  |
| 1.     | «Insisto»                   | 3:15     |  |
| 2.     | «¿Dónde está la salvación?» | 3:56     |  |
| 3.     | «Sin solución»              | 3:04     |  |
| 4.     | «No voy más lejos»          | 2:57     |  |
| 5.     | «Como debe ser»             | 2:19     |  |

| Lado B |                            |          |  |
| N.º    | Título                     | Duración |  |
| 6.     | «¡Sí señor, sí señor!»     | 2:18     |  |
| 7.     | «Cucarachas»               | 2:49     |  |
| 8.     | «La noche de que te hablé» | 2:59     |  |
| 9.     | «Calendario»               | 3:25     |  |
| 10.    | «Apágalas»                 | 2:31     |  |
| 11.    | «Lo que acabas de elegir»  | 2:20     |  |

## Músicos
- Rosendo Mercado: Guitarra y voz
- Ramiro Penas: Batería y coros
- Tony Urbano: Bajo y coros
- Colaboraciones:
- Teddy Bautista: Teclados
- Manolo Morales: Saxo
- Luz Casal, Jaime Asúa: Coros

## Créditos
Grabado en Estudios Kirios de Madrid en abril de 1980 y mezclado en Euromusic de Madrid en mayo de 1980.
Técnico de grabación: Luis Calleja.
Técnico de mezclas: Bryan Stott.
Productor ejecutivo: Luis Soler.
Diseño: SOL.
Fotografía: Julio Moya.
Producción, dirección, arreglos y teclados: Teddy Bautista.